# سگ اسکیموی آمریکایی
سگ اسکیموی آمریکایی (به انگلیسی: American Eskimo Dog)، نام یکی از نژادهای سگ است که خاستگاه آن به آلمان بازمی‌گردد.